# Список депутатов законодательной палаты Олий Мажлиса Узбекистана (2005—2010)
Список депутатов Законодательной палаты Олий Мажлиса Республики Узбекистан I созыва, избранных на парламентских выборах в 2004—2005 годах.

## Спикеры
- Халилов, Эркин Хамдамович (2005[1]—2008[2], покинул пост по состоянию здоровья[3])
- Ташмухамедова, Дилором Гафурджановна (2008[4]—2010)

## Депутаты Законодательной палаты
Депутаты сгруппированы по политическим партиям, от которых они баллотировались (не по членству во фракциях!).
В столбце «Участие в комитетах» жирным шрифтом выделены комитеты, где депутат занимал должность председателя, курсивом — заместителя председателя.

### Либерально-демократическая партия Узбекистана
| ФИО                                                   | Номер округа | Округ           | Участие в комитетах                                                                                     |
| ----------------------------------------------------- | ------------ | --------------- | --- |
| Акрамов, Жасур Ахадович                               | 93           | Ферганский      | Комитет по вопросам промышленности, строительства и торговли                                            |
| Алимов, Акром Махкамович → Шарипов, Ориф Мухамедович  | 75           | Зангиатинский   | Комитет по бюджету и экономическим реформам                                                             |
| Алимов, Насим Хошимович                               | 23           | Бухарский       | Комитет по вопросам науки, образования, культуры и спорта                                               |
| Ахмедова, Сорахон Толипжановна                        | 83           | Бешарыкский     | Комитет по вопросам обороны и безопасности                                                              |
| Бурханова, Матлюба Файзуллаевна                       | 34           | Навоийский      | Комитет по международным делам и межпарламентским связям                                                |
| Дадабаев, Ботир Эргашевич                             | 39           | Чустский        | Комитет по демократическим институтам, негосударственным организациям и органам самоуправления граждан  |
| Джумамуратова, Клара Шахназаровна                     | 97           | Ургенчский      | Комитет по вопросам промышленности, строительства и торговли                                            |
| Жабборов, Собир Вахабович                             | 61           | Сайхунский      | Комитет по законодательству и судебно-правовым вопросам                                                 |
| Журабаев, Абдурашид Абдувохидович                     | 92           | Маргиланский    | Комитет по вопросам информации и коммуникационных технологий                                            |
| Иркаходжаев, Анвар Камалович                          | 108          | Касанский       | Комитет по законодательству и судебно-правовым вопросам                                                 |
| Исаев, Одил Батиржанович                              | 45           | Ташбулакский    | Комитет по вопросам науки, образования, культуры и спорта                                               |
| Каримов, Акрам Аббасович                              | 10           | Астрабадский    | Заместитель Спикера (2005—2007) Комитет по вопросам науки, образования, культуры и спорта (с 2007 года) |
| Каримов, Туланбой Ибрагимович                         | 96           | Кувинский       | Комитет по аграрным, водохозяйственным вопросам и экологии                                              |
| Каримов, Хаятхон Салимович → Ахмедов, Аббас Ядгарович | 86           | Кокандский      | Комитет по демократическим институтам, негосударственным организациям и органам самоуправления граждан  |
| Комилов, Фахриддин Эсанович                           | 73           | Букинский       | Комитет по законодательству и судебно-правовым вопросам                                                 |
| Махаметова, Матлюба Адиловна                          | 95           | Ташлакский      | Комитет по законодательству и судебно-правовым вопросам                                                 |
| Назаров, Турабай Турсунович                           | 4            | Каракамышксий   | Комитет по вопросам промышленности, строительства и торговли                                            |
| Насриев, Илхом Исмоилович                             | 28           | Гиджуванский    | Комитет по труду и социальным вопросам                                                                  |
| Отажонов, Марибжон Абдусаломович                      | 19           | Джалалкудукский | Комитет по вопросам промышленности, строительства и торговли                                            |
| Охунов, Равшан Орипович                               | 74           | Бостанлыкский   | Комитет по вопросам информации и коммуникационных технологий                                            |
| Раззаков, Отабек                                      | 98           | Багатский       | Комитет по труду и социальным вопросам                                                                  |
| Реймов, Полат Расбергенович                           | 120          | Аральский       | Комитет по аграрным, водохозяйственным вопросам и экологии                                              |
| Рузматова, Набияхон                                   | 84           | Дангаринский    | Комитет по вопросам науки, образования, культуры и спорта                                               |
| Сабиржанов, Равиль Салихович                          | 85           | Яйпанский       | Комитет по бюджету и экономическим реформам                                                             |
| Сидиков, Низомидин Гуломович                          | 16           | Асакинский      | Комитет по вопросам промышленности, строительства и торговли                                            |
| Соатов, Бахтиёр Мамадиевич                            | 30           | Джизакский      | Комитет по труду и социальным вопросам                                                                  |
| Солиев, Фахриддин Бахромович                          | 37           | Хатырчинский    | Комитет по вопросам информации и коммуникационных технологий                                            |
| Тешабаев, Мухаммадюсуф Муталибжанович                 | 13           | Алтынкульский   | Комитет по международным делам и межпарламентским связям                                                |
| Тешаев, Шавкат Жумаевич                               | 49           | Булунгурский    | Комитет по бюджету и экономическим реформам                                                             |
| Тожибоев, Икромжон                                    | 43           | Уйчинский       | Комитет по аграрным, водохозяйственным вопросам и экологии                                              |
| Тошматов, Кобилжон Фаттахович                         | 87           | Багдадский      | Комитет по бюджету и экономическим реформам                                                             |
| Тургунбаев, Караматилло Рахматович                    | 32           | Зарбдарский     | Комитет по аграрным, водохозяйственным вопросам и экологии                                              |
| Убайдуллаев, Зиёдулла Сагдуллаевич                    | 5            | Куйлюкский      | Комитет по международным делам и межпарламентским связям                                                |
| Хакимов, Хандамир Маруфович                           | 7            | Домбрабадский   | Комитет по вопросам науки, образования, культуры и спорта                                               |
| Хамраев, Шавкат Рахимович → Сафаров, Гулом Якубович   | 25           | Ибн Сино        | Комитет по аграрным, водохозяйственным вопросам и экологии                                              |
| Хатамов, Фуркат Рахматуллаевич                        | 60           | Гулистанский    | Комитет по вопросам обороны и безопасности                                                              |
| Шадманов, Адхам Хурсанбоевич                          | 48           | Согдианский     | Комитет по труду и социальным вопросам                                                                  |
| Шайманов, Тахир Самадович                             | 111          | Чиракчинский    | Комитет по международным делам и межпарламентским связям                                                |
| Эрданаев, Аликул Халимович                            | 112          | Шахрисабзский   | Комитет по бюджету и экономическим реформам                                                             |
| Юлдашев, Махамадилхом Мамаюнусович                    | 17           | Истиклолский    | Комитет по демократическим институтам, негосударственным организациям и органам самоуправления граждан  |
| Якубов, Бахтияр Султанназирович                       | 115          | Турткульский    | Комитет по вопросам обороны и безопасности                                                              |

### Народно-демократическая партия Узбекистана
| ФИО                               | Номер округа | Округ          | Участие в комитетах                                                                                    |
| --------------------------------- | ------------ | -------------- | --- |
| Абдуллаева, Мухаббат              | 38           | Папский        | Комитет по демократическим институтам, негосударственным организациям и органам самоуправления граждан |
| Абдуллаева, Шарбат Зулпикаровна   | 29           | Пайкентский    | Комитет по бюджету и экономическим реформам                                                            |
| Аннаклычева, Гулистан Ахмедовна   | 117          | Амударьинский  | Комитет по международным делам и межпарламентским связям                                               |
| Ахмаджанов, Нумонжон              | 41           | Касансайский   | Комитет по бюджету и экономическим реформам                                                            |
| Ахмедов, Илхам                    | 102          | Хивинский      | Комитет по труду и социальным вопросам                                                                 |
| Байкулов, Анвар Абдугаппарович    | 69           | Денауский      | Комитет по вопросам информации и коммуникационных технологий                                           |
| Вафаев, Улугбек Назарович         | 50           | Иштиханский    | Комитет по аграрным, водохозяйственным вопросам и экологии                                             |
| Гулямов, Латиф Якубович           | 9            | Бадамзарский   | Комитет по международным делам и межпарламентским связям                                               |
| Ибрагимов, Каххор Маматаджиевич   | 90           | Алтыарыкский   | Комитет по аграрным, водохозяйственным вопросам и экологии                                             |
| Исмоилов, Нурдинжон Муйдинханович | 44           | Учкурганский   | Комитет по законодательству и судебно-правовым вопросам                                                |
| Каримов, Насимкул Хазраткулович   | 64           | Ангорский      | Комитет по вопросам обороны и безопасности                                                             |
| Каримов, Шавкат Камилович         | 24           | Шахрудский     | Комитет по вопросам промышленности, строительства и торговли                                           |
| Козлов, Анатолий Михайлович       | 12           | Андижанский    | Комитет по бюджету и экономическим реформам                                                            |
| Кочмарик, Изидор Андреевич        | 36           | Зарафшанский   | Комитет по вопросам промышленности, строительства и торговли                                           |
| Маматмуминов, Жалгаш Тавашович    | 68           | Шурчинский     | Комитет по аграрным, водохозяйственным вопросам и экологии                                             |
| Махкамов, Махмуд Мухтарович       | 88           | Учкуприкский   | Комитет по вопросам промышленности, строительства и торговли                                           |
| Назаров, Хамидулла Сативалдиевич  | 80           | Чирчикский     | Комитет по демократическим институтам, негосударственным организациям и органам самоуправления граждан |
| Раджабов, Фахритдин Зайниевич     | 47           | Регистанский   | Комитет по законодательству и судебно-правовым вопросам                                                |
| Рахимов, Абдуманноб Кузиевич      | 18           | Булакбошинский | Комитет по законодательству и судебно-правовым вопросам                                                |
| Рустамов, Аслиддин Ашурбаевич     | 56           | Пайарыкский    | Комитет по труду и социальным вопросам                                                                 |
| Сафаева, Машкура                  | 105          | Бешкентский    | Заместитель Спикера (2005—2007) Комитета по законодательству и судебно-правовым вопросам (c 2007 года) |
| Тиллабаев, Рустам Абдусаматович   | 21           | Избасканский   | Комитет по вопросам науки, образования, культуры и спорта                                              |
| Урунбаев, Аликул Салибаевич       | 71           | Ангренский     | Комитет по вопросам обороны и безопасности                                                             |
| Усманов, Мажитхон                 | 54           | Акдарьинский   | Комитет по вопросам информации и коммуникационных технологий                                           |
| Хаитов, Рашид Нормаматович        | 63           | Шерабадский    | Комитет по вопросам промышленности, строительства и торговли                                           |
| Шукуров, Анвар Юлдашевич          | 109          | Касбинский     | Комитет по вопросам обороны и безопасности                                                             |
| Юнусова, Алия Туйгуновна          | 72           | Бекабадский    | Комитет по демократическим институтам, негосударственным организациям и органам самоуправления граждан |
| Юсупов, Боймурат Жумаевич         | 113          | Яккабагский    | Комитет по вопросам науки, образования, культуры и спорта                                              |

### Национально-демократическая партия «Фидокорлар»
| ФИО                                 | Номер округа | Округ           | Участие в комитетах                                                                                    |
| ----------------------------------- | ------------ | --------------- | --- |
| Абдурахимов, Асатилла Убайдуллаевич | 81           | Кибрайский      | Комитет по аграрным, водохозяйственным вопросам и экологии                                             |
| Ахмедова, Сурайё Мирпизаловна       | 79           | Чиназский       | Комитет по бюджету и экономическим реформам                                                            |
| Дадаев, Набижон Журабаевич          | 89           | Риштанский      | Комитет по аграрным, водохозяйственным вопросам и экологии                                             |
| Джураев, Панжи Жумаевич             | 67           | Кумкурганский   | Комитет по бюджету и экономическим реформам                                                            |
| Жалменов, Улыкбек Абылаевич         | 114          | Нукусский       | Комитет по международным делам и межпарламентским связям                                               |
| Жураев, Акрам Гаффарович            | 70           | Сарыасийский    | Комитет по законодательству и судебно-правовым вопросам                                                |
| Зиё, Азамат Хамидович               | 3            | Железнодорожный | Комитет по вопросам науки, образования, культуры и спорта                                              |
| Коренев, Игорь Анатольевич          | 76           | Алмалыкский     | Комитет по вопросам обороны и безопасности                                                             |
| Махмудов, Самидулло Сайидович       | 22           | Хартумский      | Комитет по бюджету и экономическим реформам                                                            |
| Мунавваров, Зохилло Иномходжаевич   | 40           | Туракурганский  | Комитет по международным делам и межпарламентским связям                                               |
| Ниязова, Джамиля Абдукадыровна      | 119          | Чимбайский      | Комитет по труду и социальным вопросам                                                                 |
| Рузметов, Ражапбай Рахимович        | 99           | Гурленский      | Комитет по вопросам промышленности, строительства и торговли                                           |
| Толибов, Иззатулло Ибодович         | 27           | Джилванский     | Комитет по демократическим институтам, негосударственным организациям и органам самоуправления граждан |
| Турсунов, Ахтам Саломович           | 59           | Ургутский       | Комитет по вопросам обороны и безопасности                                                             |
| Тухташев, Абдил Касимович           | 57           | Самаркандский   | Комитет по законодательству и судебно-правовым вопросам                                                |
| Умарова, Шоира Акбутаевна           | 31           | Дустликский     | Комитет по труду и социальным вопросам                                                                 |
| Эшмурадов, Арслан Хусанович         | 106          | Камашинский     | Комитет по вопросам информации и коммуникационных технологий                                           |
| Юсупов, Эркин Джураевич             | 53           | Нарпайский      | Комитет по вопросам науки, образования, культуры и спорта                                              |

### Демократическая партия Узбекистана «Миллий тикланиш»
| ФИО                             | Номер округа | Округ           | Участие в комитетах |
| ------------------------------- | ------------ | --------------- | --- |
| Абдуллаев, Сарвар Собитович     | 6            | Саноатский      | Комитет по международным делам и межпарламентским связям                                                                                  |
| Досмухамедов, Хуршид Набиевич   | 62           | Янгиерский      | Комитет по вопросам информации и коммуникационным технологиям (председатель до марта 2008 года) Заместитель Спикера (с августа 2008 года) |
| Зарипова, Раножон               | 101          | Ханкинский      | Комитет по законодательству и судебно-правовым вопросам                                                                                   |
| Исмоилов, Умид                  | 103          | Шаватский       | Комитет по вопросам обороны и безопасности                                                                                                |
| Кариева, Мунира Джураевна       | 82           | Янгиюльский     | Комитет по вопросам промышленности, строительства и торговли                                                                              |
| Кушакаев, Бахтияр Янгибаевич    | 116          | Элликкалинский  | Комитет по аграрным, водохозяйственным вопросам и экологии                                                                                |
| Маматов, Абдугафир Эшонкулович  | 33           | Галляаральский  | Комитет по вопросам науки, образования, культуры и спорта                                                                                 |
| Салимова, Шарипа                | 77           | Паркентский     | Комитет по труду и социальным вопросам |
| Тухтабоев, Абдурашид Турсунович | 20           | Кургантепинский | Комитет по бюджету и экономическим реформам                                                                                               |
| Усаров, Олим Авалбаевич         | 11           | Тукимачинский   | Комитет по вопросам информации и коммуникационных технологий                                                                              |
| Чоршанбиев, Жума Чоршанбиевич   | 66           | Джаркурганский  | Комитет по демократическим институтам, негосударственным организациям и органам самоуправления граждан                                    |

### Социал-демократическая партия Узбекистана «Адолат»
| ФИО                                  | Номер округа | Округ          | Участие в комитетах                                                                                    |
| ------------------------------------ | ------------ | -------------- | --- |
| Абдуназаров, Абдулла Бегандикович    | 110          | Китабский      | Комитет по вопросам промышленности, строительства и торговли                                           |
| Аскаров, Мамыт                       | 118          | Ходжейлийский  | Комитет по аграрным, водохозяйственным вопросам и экологии                                             |
| Ахадов, Абдурафик                    | 58           | Тайлакский     | Комитет по бюджету и экономическим реформам                                                            |
| Ахунова, Ойша Мухаммаджановна        | 42           | Янгикурганский | Комитет по законодательству и судебно-правовым вопросам                                                |
| Ботирова, Зухра Баратовна            | 26           | Варахшинский   | Комитет по труду и социальным вопросам                                                                 |
| Маматов, Худоёр Тешаевич             | 55           | Пастдаргомский | Комитет по демократическим институтам, негосударственным организациям и органам самоуправления граждан |
| Нишанов, Юсибжон                     | 91           | Ахунбабаевский | Комитет по вопросам науки, образования, культуры и спорта                                              |
| Ташмухамедова, Дилором Гафурджановна | 1            | Актепинский    | Комитет по международным делам и межпарламентским связям (до избрания Спикером в 2008 году)            |

### Депутаты, выдвинутые от инициативных групп избирателей
| ФИО                               | Номер округа | Округ           | Партийность  | Участие в комитетах |
| --------------------------------- | ------------ | --------------- | ------------ | --- |
| Абдуллаева, Турсуной Курбоновна   | 65           | Термезский      | НДПУ         | Комитет по законодательству и судебно-правовым вопросам                                                                                |
| Абдурахмонов, Жасур Жураевич      | 8            | Хадринский      | беспартийный | Комитет по вопросам промышленности, строительства и торговли                                                                           |
| Азизов, Сарвар Мирхакимович       | 14           | Балыкчинский    | беспартийный | Комитет по вопросам промышленности, строительства и торговли                                                                           |
| Бобомуродова, Анора Явкочтиевна   | 35           | Кизилтепинский  | Фидокорлар   | Комитет по вопросам информации и коммуникационных технологий                                                                           |
| Мирзаев, Мухитдин Дадабоевич      | 15           | Шахриханский    | НДПУ         | Комитет по вопросам науки, образования, культуры и спорта                                                                              |
| Муминов, Алишер Гаффарович        | 94           | Водилский       | беспартийный | Комитет по вопросам промышленности, строительства и торговли (председатель с 2008 года)                                                |
| Нурмедов, Бегмат                  | 100          | Хазараспский    | НДПУ         | Комитет по международным делам и межпарламентским связям                                                                               |
| Раззаков, Сайдахмат Зайнутдинович | 52           | Карадарьинский  | НДПУ         | Комитет по бюджету и экономическим реформам                                                                                            |
| Рахимов, Тулкин Буриевич          | 51           | Каттакурганский | беспартийный | Комитет по вопросам обороны и безопасности                                                                                             |
| Саидов, Акмал Холматович          | 107          | Нишанский       | беспартийный | Комитет по демократическим институтам, негосударственным организациям и органам самоуправления граждан                                 |
| Саифназаров, Исмаил               | 78           | Тойтепинский    | Адолат       | Комитет по вопросам информации и коммуникационных технологий (заместитель председателя до 2008 года) Заместитель Спикера (с 2008 года) |
| Тургунов, Собитхон Тошпулатович   | 46           | Наманганский    | НДПУ         | Комитет по аграрным, водохозяйственным вопросам и экологии                                                                             |
| Турсунов, Собир Турдиевич         | 104          | Каршинский      | Адолат       | Комитет по вопросам обороны и безопасности                                                                                             |
| Халилов, Эркин Хамдамович         | 2            | Дарханский      | беспартийный | Комитет по международным делам и межпарламентским связям (после ухода с поста Спикера в 2008 году)                                     |

### Первоначальные составы комитетов
Первоначальные составы комитетов отражены в ряде постановлений Законодательной палаты от 15 марта 2005 года:
- Комитет по бюджету и экономическим реформам
- Комитет по законодательству и судебно-правовым вопросам
- Комитет по труду и социальным вопросам
- Комитет по вопросам обороны и безопасности
- Комитет по международным делам и межпарламентским связям
- Комитет по вопросам промышленности, строительства и торговли
- Комитет по аграрным, водохозяйственным вопросам и экологии
- Комитет по вопросам науки, образования, культуры и спорта
- Комитет по демократическим институтам, негосударственным организациям и органам самоуправления граждан
- Комитет по вопросам информации и коммуникационных технологий